# Longischistura
Longischistura är ett släkte av fiskar. Longischistura ingår i familjen grönlingsfiskar.
Kladogram enligt Catalogue of Life:
| Longischistura | \| \| Longischistura bhimachari \| \| \| \| \| \| Longischistura striata \| \| \| \| |
|                | \| \| Longischistura bhimachari \| \| \| \| \| \| Longischistura striata \| \| \| \| |
|                | Longischistura bhimachari                                                            |
|                |                                                                                      |
|                | Longischistura striata                                                               |
|                |                                                                                      |